# Lâu đài Będzin
Lâu đài Będzin là một lâu đài ở Będzin (phát âm: [ˈbɛnd͡ʑin]) ở miền nam Ba Lan. Lâu đài bằng đá có từ thế kỷ XIV, và được xây dựng trước một pháo đài bằng gỗ được xây dựng vào thế kỷ thứ XI. Đó là một pháo đài quan trọng ở Vương quốc Ba Lan và sau đó là Khối thịnh vượng chung Ba Lan-Litva.

## Lịch sử
Ngôi làng Będzin bắt nguồn từ thế kỷ thứ IX. Pháo đài bằng gỗ địa phương, mà các hồ sơ cho thấy tồn tại sớm nhất là vào thế kỷ thứ XI, đã bị phá hủy trong cuộc xâm lược Tatar năm 1241 và sau đó được xây dựng lại.
Trong triều đại của Casimir III, Great, lâu đài đã nhận được một bản nâng cấp từ pháo đài gỗ thành một pháo đài đá và pháo đài bằng đá đã hoạt động sớm nhất là vào năm 1348. Làng thương mại đang phát triển Bytom đã được trao quyền thành phố Magdeburg Law ngay sau đó, vào năm 1358.
Lâu đài có nghĩa là một tiền đồn quân sự ở biên giới phía tây nam của Vương quốc Ba Lan (sau này, Khối thịnh vượng chung Ba Lan-Litva). Đó là công sự kiên cố nhất ở phía tây, và có nghĩa là để ngăn chặn bất kỳ cuộc xâm lược nào đến với Ba Lan Lesser từ các vùng đất thuộc vùng Bohemian hoặc Silesian. Năm 1364, lâu đài được Charles IV, Hoàng đế La Mã thần thánh viếng thăm. Năm 1588, Maximilian III, Archduke của Áo, bị bắt làm tù binh tại đây, sau thất bại của ông trong Chiến tranh kế vị Ba Lan (1587 - 1588).
Lâu đài rơi vào tình trạng hư hỏng vào cuối thế kỷ XVI. Vụ hỏa hoạn năm 1616 và thiệt hại thêm trong trận đại hồng thủy năm 1657. Pháo đài đã được sửa chữa định kỳ, nhưng do sự thay đổi trong cách bố trí biên giới và quan hệ giữa Ba Lan và các nước láng giềng, nó đã mất đi phần lớn tầm quan trọng của nó. Sau khi phân vùng của Ba Lan, Będzin rơi vào sự kiểm soát của Phổ và lâu đài trở thành tài sản của gia đình Hohenzollern. Năm 1807, những vùng đất gần đó được chuyển đến Công tước Warsaw, và vào năm 1815, cho Quốc hội Ba Lan. Vào năm 1825, lâu đài gần như sụp đổ, và khi một mảnh đá nghiền nát một người qua đường, việc phá hủy lâu đài đã được ra lệnh, nhưng trước khi nó được khởi công, lâu đài đã được tuyên bố là một tượng đài. Vào những năm 1830, lâu đài được Bá tước Edward Raczyński mua lại và xây dựng lại một phần, với một nhà thờ Tin lành tạm thời ở bên trong, nhưng sau cái chết của Raczyński vào năm 1845, kế hoạch mở một học viện hoặc một bệnh viện đã bị bỏ bê, và lâu đài lại một lần nữa bị phá hủy.
Lâu đài không được xây dựng lại cho đến thời Cộng hòa Nhân dân Ba Lan, khi vào năm 1952-1956, một bảo tàng đã được mở ở đó.

## Bảo tàng
Lâu đài trở thành địa điểm của một bảo tàng, Bảo tàng Zagłębie năm 1956. Bảo tàng có một số bộ sưu tập: một trong những vũ khí, từ thời trung cổ đến Thế chiến II; thứ hai dành riêng cho lịch sử của lâu đài Będzin; thứ ba sau các lâu đài của các lâu đài khác gần đó được thành lập bởi Casimir Đại đế (Eagle Nests Trail hoặc Szlak Mitchich Gniazd) và cuối cùng, vào lịch sử quân sự của vùng Będzin.

## Kiến trúc
Lâu đài có hai tòa tháp, một hình trụ và một hình vuông. Các tòa nhà nhỏ hơn được gắn liền với các tòa tháp. Có ba lớp tường và lâu đài được nối với tường thành, một phần tồn tại cho đến ngày nay.